# 蛭沼七蔵
蛭沼 七蔵（ひるぬま しちぞう、1894年〈明治27年〉8月12日 - 1945年〈昭和20年〉1月31日）は、大日本帝国陸軍軍人。最終階級は陸軍少将。

## 経歴
埼玉県出身。1915年（大正4年）陸軍士官学校第27期卒業、陸軍歩兵少尉に任官。その後、陸軍大佐、第8国境守備第4地区隊長、緬甸方面軍司令部附を経て、1944年（昭和19年）9月に歩兵第124連隊長に任ぜられ、インパール作戦敗北後の連隊の立て直しに努めるが、翌年の1945年（昭和20年）1月31日、戦死し、陸軍少将に特進した。

## 栄典
勲章等
- 1941年（昭和16年）4月11日 - 勲三等瑞宝章[5]